# قايدو ماغريني
قايدو ماغريني (بالإيطالية: Guido Magherini)‏ هو لاعب كرة قدم ومدرب كرة قدم إيطالي في مركز الوسط، ولد في 2 يوليو 1951 في فلورنسا في إيطاليا. شارك مع منتخب إيطاليا تحت 21 سنة لكرة القدم. أما مع النوادي، فقد لعب مع إيه سي ميلان ونادي أريتسو ونادي أسكولي ونادي باليرمو ونادي كالياري ونادي لاتسيو.